# Квашина, Мария Ивановна
Мария Ивановна Квашина (29 октября 1928 — 20 февраля 2013) — передовик советского машиностроения, гальваник Харьковского завода «Коммунар» Министерства общего машиностроения СССР, Герой Социалистического Труда (1976).

## Биография
Родилась 29 октября 1928 года в селе Казанка Николаевского района, в украинской семье.
Получив среднее образование, после освобождения территории от оккупации, стала работать старшей пионервожатой в детском доме №2 в родном селе.
С 1954 года перешла работать сначала старшим помощником, а затем гальваником в гальваническом цехе на заводе №897. Данное предприятие с 1950-х годов занималось выпуском бортовой и наземной аппаратуры систем управления ракет. В 1967 году вступила в члены КПСС. Постоянно побеждала в социалистических соревнованиях.
Указом Президиума Верховного Совета СССР от 12 августа 1976 года (закрытым) за особые заслуги и высокие производственные достижения в машиностроение Марии Ивановне Квашиной было присвоено звание Героя Социалистического Труда с вручением ордена Ленина и медали «Серп и Молот».
Являлась депутатом Киевского районного Совета депутатов города Харькова[когда?].
Вышла на пенсию 31 декабря 1992 года.
Проживала в городе Харькове. Мария Ивановна умерла 20 февраля 2013 года.

## Награды
- Герой Социалистического Труда (12.08.1976)
  - Медаль «Серп и Молот» (12.08.1976)
  - два ордена Ленина (26.04.1971, 12.08.1976)
- медали